# Pont de Chazey
Le pont de Chazey est un pont routier qui traverse la rivière d'Ain à Chazey-sur-Ain, dans le département de l'Ain. D'abord pont suspendu, détruit en 1944 lors de la bataille de Meximieux, il est reconstruit en 1955-1957.

## Histoire

### Le pont suspendu (1829)

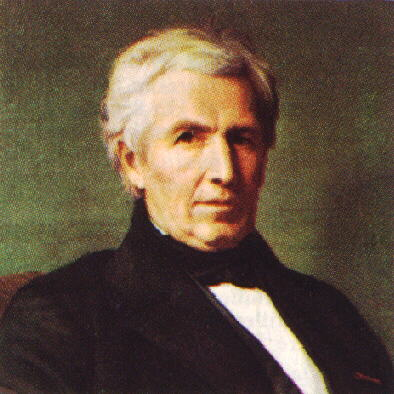
Portrait de Marc Seguin.

Un premier pont en bois semble avoir existé à l'emplacement du pont de Chazey, dès 1760. Dans les archives de la famille de MOYRIA, il se trouve un acte : le comte de MOYRIA seigneur de Maillat, vend des bois de chêne le 14 septembre 1786 pour construire le pont de "Chaset". 1 pièce de 27 pieds, 8 pièces de 20 pieds, 3 jambes de force de 21 pieds, 13 courbes de 21 pieds.... le tout pour la somme de 2349 livres.D'une solidité précaire, il est remplacé par un bac à traille jusqu'à la construction du pont suspendu, à la fin des années 1820. Ce pont suspendu comprenant une seule travée pour 125 mètres de portée est l'œuvre des architectes Jules et Marc Seguin ainsi que de Joseph Chaley,.
Le 31 août 1944, au cours de la bataille de Meximieux, le pont, tenu un temps par les Américains avant d'être abandonné, est pris par les Allemands,. Une fois le pont conquis, les Allemands préparent sa destruction par dynamitage ce qu'ils parviennent à faire le 1er septembre 1944 à 6 h du matin,.

### Le nouveau pont (1955)
Jusqu'à fin 1945, seul un bateau effectue la traversée de l'Ain ; puis c'est à nouveau un bac à traille qui assure les navettes jusqu'au 12 décembre 1946 et la construction d'une passerelle provisoire.
Les travaux d'un nouveau pont (en béton précontraint) débutent le 4 septembre 1955. Il est effectivement utilisé à partir de juillet 1957. En 1971, des fragilités obligent à une rénovation d'ampleur sur le pont. Durant les travaux qui se terminent en 1977, c'est un pont de bateaux nommé Pont Bailay qui permet la traversée.
Une stèle rappelle les évènements relatifs à la bataille de Meximieux.